# フーゼル油
フーゼル油（フーゼルゆ）とは、酒に含まれるエタノールよりも沸点の高い揮発性成分の総称である。

## 概要
フーゼル油は、蒸留酒を造る、または発酵法により造られたエタノールを分留して精製する際に高沸点の揮発性成分として得られる留分のことである。したがって、フーゼル油は混合物であり、そのどれもがエタノールよりも沸点が高い。水に溶けにくく比重が水よりも軽いため、蒸留酒を作る際に油滴として分離し、酒を濁らせたり、表面に浮いてくることもある。
フーゼル油の主成分は (S)-2-メチル-1-ブタノール、3-メチル-1-ブタノールといった炭素数5のアルコールであり、その他にプロパノール、ブタノール、2-メチル-1-プロパノール、1-ヘキサノールなどのアルコール、酢酸イソアミルのような酢酸エステル、ヘキサン酸エチル、オクタン酸エチル、デカン酸エチルといった中鎖脂肪酸のエチルエステルなどを含む。また、発酵に使用された原料によっては遊離の脂肪酸やフルフラールの誘導体やピラジン類などを含むことがある。
2-メチル-1-ブタノールや3-メチル-1-ブタノールが石油化学工業で合成されるようになる以前はこれらの重要な供給源であった。デンプン（アミロース）の発酵で得られるこれら炭素数5のアルコールの混合物をアミルアルコールと呼んでいた。2-メチル-1-ブタノールの慣用名、活性アミルアルコール（活性は光学活性を意味する）や 3-メチル-1-ブタノールの慣用名イソアミルアルコールにその跡が残されている。しかし、実際にはこれらのアルコールはデンプンからではなくロイシンやイソロイシンといったアミノ酸に由来する発酵生成物である。
これらの高沸点化合物は酒類の香りに寄与している成分でもあるため、香料にも利用されている。

## 俗説
酒に含まれているフーゼル油の成分が二日酔いの原因となるという説が、過去においては常識とされていたものの、後に否定された。二日酔いの原因となる物質は、エタノールの代謝によって生成するアセトアルデヒドと判明している。理化学研究所設立者の鈴木梅太郎はその著書で、誤った説を支持していた。
第三、宿酔せざる事

酒の害といへば誰も『アルコール』の害といふ。然し純粋の『エチールアルコール』は害が少く清酒中に極少量に含まれる『フューゼル油』が有害な作用をするのでそれが宿酔の原因となる。—大阪醸造学会『釀造學雜誌』 第5巻5号『理研酒に就て』鈴木梅太郎・加藤正二 共著 p.33
動物実験において、二日酔い症状に対するフーゼル油の影響はエタノールを超えるものではないという報告がある。それでもなお、ドイツ語において Fusel（フーゼル）という名称は、品質が悪い安酒を意味している。